# قول (فیلم ۲۰۱۶)
فیلم قول یا وعده (به انگلیسی: The Promise) یک درام تاریخی آمریکایی به نویسندگی و کارگردانی تری جرج است که در سال ۲۰۱۶ منتشر شد.
پیش‌زمینهٔ تاریخی این فیلم نسل‌کشی ارمنی‌ها در جریان جنگ جهانی اول است و روایتگر رابطهٔ دو شخصیت در آوریل ۱۹۱۵ و در هنگامی است که امپراتوری عثمانی دست به بازداشت و اخراج ۲۳۵ تا ۲۷۰ روشنفکر کرد. اکثر این افراد در نهایت به قتل رسیدند.
شهره آغداشلو در این فیلم نقش مادر شخصیت اصلی را برعهده دارد؛ مادری که سختی‌های دوران را در درونش پنهان می‌کند و سعی دارد با چشم‌هایش روایتگر تلخی رویدادهای اطرافش باشد.

## داستان
داستان فیلم، روایت یک مثلث عشقی میان یک دانشجوی پزشکی به نام مایکل، مربی رقصی به نام آنا و دوست پسر روزنامه‌نگار او به نام کریس مایرز، در دوران نسل‌کشی ارمنی‌ها توسط ترکان عثمانی است.

## بازیگران
اسکار ایزاک در این فیلم نقش یک دانشجوی پزشکی ارمنی را بازی می‌کند. این فیلم به روایت رابطه او با یک گزارشگر آمریکایی با بازی کریستین بیل می‌پردازد.
| بازیگر                  | در نقش |
| ----------------------- | --- |
| اسکار آیزاک             | میکائل، دانشجوی رشته پزشکی                                                                                   |
| شارلوت لوبون            | آنا، یک ارمنی متولد پاریس که عاشق کریس و میکائل هست                                                          |
| کریستین بیل             | کریس مایرز، یک روزنامه نگار آمریکایی آسوشیتد پرس                                                             |
| دنیل خیمنس کاچو         | پدر (کشیش) آندرئاسیان                                                                                        |
| شهره آغداشلو            | مارتا |
| Abel Folk               | هاروت |
| راده سربزیا             | استپان، شهردار یک شهرک کوچک ارمنی‌نشین که رهبری گروهی از پناهندگان برای مبارزه با ارتش عثمانی را به عهده دارد |
| Andrew Tarbet           | Pastor Merril                                                                                                |
| آنجلا سارافیان          | مارال |
| Armin Amiri             | کاپیتان علی                                                                                                  |
| مروان کنزاری            | Emre Ogan |
| ایگال نائور             | مسروپ |
| کارن بویاجیان           | اریک بوغوسیان                                                                                                |
| Kvork Malikyan          | وارطان بوغوسیان                                                                                              |
| نومان اکار              | مصطفی |
| رومان میتیچیان          | سرژ |
| ژان رنو                 | دریاسالار فرانسوی                                                                                            |
| تام هولندر              | کارین |
| Jean Claude Ricquebourg | کاپیتان فرانسوی                                                                                              |
| جیمز کرامول             | هنری مورگنتائو                                                                                               |
| آلیسیا بوراچرو          | لینا |
| Milene Mayer Gutierrez  | یِوآ |
| مایکل استال-دیوید       | براد |
| عثمان سویکوت            | معاون فرماندار Mazhar                                                                                        |
| Scott Greenlees         | دانشجوی اروپایی                                                                                              |

## اکران
این فیلم در جشنواره فیلم تورنتوی کانادا اکران شد و بازیگران این فیلم روی فرش قرمز جشنواره حاضر شدند.

## توضیحات
تری جورج، می‌گوید: 
این فیلم به آنچه رخ داده است و دلیل حوادث آن دوران می‌پردازد. او ابراز امیدواری می‌کند که این فیلم با نشان دادن حوادث رخ داده از تکرار دوباره آن جلوگیری کند.